# Notothyladaceae
Notothyladaceae, porodica antocerota čiji rodovi čine i samostalan red Notothyladales. Ime je došlo po rodu Notothylas, Ukupno postoji šezdesetak priznatih vrsta.

## Rodovi
1. Chamaeceros Milde
2. Hattorioceros (J. Haseg.) J. Haseg.
3. Mesoceros Piippo
4. Notothylas Sull.
5. Paraphymatoceros Hässel
6. Phaeoceros Prosk.